# 矢田松太郎
3代 矢田 松太郎（やたまつたろう、1928年（昭和3年）12月16日 - 2016年（平成28年）12月26日）は、昭和から平成期の実業家、政治家。加賀市長。片山津観光事業株式会社（旅館「矢田屋」）会長、北陸観光開発社長、片山津観光協会会長、石川県旅館業環境衛生同業組合理事長、加賀信用組合（2002年破綻）理事長、日本温泉協会副会長なども務めた。旧名・礼二。父親の2代矢田松太郎（旧名・資朗、1903-1970）も元加賀市長。

## 略歴
片山津温泉の旅館「矢田屋」の主人で第2代加賀市長の2代矢田松太郎（資朗）と愛子の二男として石川県江沼郡作見村に生まれ、亡父より松太郎を襲名する。1953年に東京大学経済学部商業学科を卒業し、日本交通公社に入社、同社海外旅行部を経て、1955年に矢田屋の支配人になる。1961年ホテルニューカタヤマズ社長就任、1970年に矢田屋（片山津観光事業株式会社）の社長となる。翌年より石川県議を4期務め、1985年北陸観光開発社長就任、1987年より3期にわたり加賀市長を務めた。

## 家族
妻・園子は芦原温泉べにや社長・奥村藤五郎の娘、義兄（姉の夫）に東京高裁判事の石田一郎。叔父に日学創業者の吉田富雄。父親の従兄弟に中谷宇吉郎。

## 矢田屋
明治29年（1896年）に月津村出身の初代・矢田松太郎が水害で被災した柴山潟湖畔の宿を買い取って開業。片山津温泉の老舗旅館として「松濤園」、「梅光閣」の2つの旅館を運営し、皇族など多くの賓客も宿泊する高級旅館として発展したが、バブル崩壊後の観光客減少や、団体客から個人客への移行という市場変化への対応が不十分であったことから、過剰債務を抱えて経営不振となり破綻、2005年にリサ・パートナーズが北國銀行、日本政策投資銀行と連携し再生支援することとなり、その後「松濤園」は湯快リゾートが買収し「矢田屋松濤園」として再建し営業中。「梅光閣」は2006年に加賀観光ホテルが買収し、改装して別館「季がさね」として開業し、片山津温泉一の収容人員を誇ってきたが、その後経営破綻し、2014年に新会社「相互開発事業」に移管した。矢田屋創業家の矢田家は、同じく破綻した山代温泉のホテル百万石の吉田家とは親戚。

## 著作
- 『知らしむべし寄らしむべし』北國新聞社、1999年。